# Atropanthe sinensis
Atropanthe sinensis  es una especie de planta arbustiva perteneciente al género Atropanthe en la familia solanaceae. 

## Descripción
Es un pequeño arbusto perenne de entre 80 cm a 1,5 m con tallos erectos y glabros de color azulado o púrpura con hojas elíptico-ovadas alternas y enteras. Las flores tubulares son solitarias, de color naranjo rojizo y surgen de forma axilar en los tallos. El fruto es una cápsula globosa.

## Distribución y hábitat
Es un endemismo de China. Su hábitat natural son bosques y lugares húmedos. 

## Taxonomía
La especie fue descrita primero por William Botting Hemsley como Scopolia sinensis y publicada en Journal of the Linnean Society, Botany, vol. 26(174), p. 176, 1890 y fue ulteriormente transferida al género Atropanthe, de nueva creación, por Adolf Alois Pascher y publicado como tal en Oesterreichische Botanische Zeitschrift, vol. 59, p. 329, 1909 Es la especie tipo del género Atropanthe, Pascher, 1909.
Sinonimia
- Anisodus sinensis (Hemsl.) Pascher
- Scopolia sinensis Hemsl. - Basiónimo[3]